# Angel Links
Angel Links (星方天使エンジェルリンクス?, Seihō Tenshi Enjeru Rinkusu) è un anime prodotto dallo studio Sunrise, ed è stato originariamente trasmesso in dal canale giapponese WOWOW fra il 7 aprile ed il 30 giugno 1999. L'anime è uno spin off di Outlaw Star e si svolge nel suo stesso universo e nello stesso arco temporale. I personaggi di Duuz e Valeria, che compaiono in un episodio di Outlaw Star sono fra i personaggi fissi di Angel Links, benché esistano alcune differenze di caratterizzazione dei due personaggi fra i due anime.

## Trama
L'intraprendente sedicenne Li Meifon per assecondare le ultime volontà del suo defunto nonno, si ritrova a diventare la presidentessa di un'agenzia che si occupa gratuitamente di scortare astronavi merci nei loro viaggi interstellari, proteggendoli da pirati spaziali ed altri malintenzionati. Nonostante la sua giovanissima età, Li Meifon possiede le qualità ed il carisma per riuscire ad imporsi come rispettatissimo comandante di "Angel Links" l'astronave lasciatale dal nonno e del suo equipaggio. Tuttavia Li Meifon è perseguitata da terribili incubi e ricordi misteriosi relativi a suo nonno ed al proprio passato ed ai veri motivi della propria esistenza.

## Episodi
La serie animata è stata prodotta in 13 episodi, trasmessi in Giappone a partire dal 7 aprile 1999.
| Nº | Titolo italiano Giapponese 「Kanji」 - Rōmaji                    | In onda        | In onda |
| Nº | Titolo italiano Giapponese 「Kanji」 - Rōmaji                    | Giapponese     |         |
| 1  | Guardian Angel 「天駆ける天使」                                  | 7 aprile 1999  |         |
| 2  | A Wasted Fairy Tale 「掃き溜めのメルヘン」                       | 14 aprile 1999 |         |
| 3  | The Proud Dragon 「誇り高き龍(ドラゴン)」                        | 21 aprile 1999 |         |
| 4  | LiEF～Living Ether Flier～ 「LiEF～Living Ether Flier～」        | 28 aprile 1999 |         |
| 5  | The Rain Upon the Stairs 「星に降る雨」                          | 5 maggio 1999  |         |
| 6  | Crossroads 「クロスロード」                                      | 12 maggio 1999 |         |
| 7  | The Angelk and the Fallen Angel 「天使と堕天使」                 | 19 maggio 1999 |         |
| 8  | My Ship 「ぼくの街(ふね)」                                       | 26 maggio 1999 |         |
| 9  | A Pheasant Chooses Its Tree 「良禽択木(りょうきんはきをえらぶ)」 | 2 giugno 1999  |         |
| 10 | The One Who Were Left 「遺されし者たち」                         | 9 giugno 1999  |         |
| 11 | At the Binary Interval 「0と1の狭間で」                          | 16 giugno 1999 |         |
| 12 | All My Soul 「All My Soul」                                      | 23 giugno 1999 |         |
| 13 | Fragment of an Angel 「天使のかけら…」                           | 30 giugno 1999 |         |

## Colonna sonora
Sigla di apertura
- All My Soul cantata da Naw Naw

Sigla di chiusura
- True Moon cantata da Riwako Miyawara